# Lauro Muller (ort)
Lauro Muller är en ort i Brasilien.   Den ligger i kommunen Lauro Muller och delstaten Santa Catarina, i den södra delen av landet, 1 400 km söder om huvudstaden Brasília. Lauro Muller ligger 218 meter över havet och antalet invånare är 10 035.
Terrängen runt Lauro Muller är platt åt nordost, men åt sydväst är den kuperad. Närmaste större samhälle är Orleans, 10,9 km öster om Lauro Muller.
I omgivningarna runt Lauro Muller växer i huvudsak städsegrön lövskog. Runt Lauro Muller är det ganska tätbefolkat, med 75 invånare per kvadratkilometer.